# 絕海中津

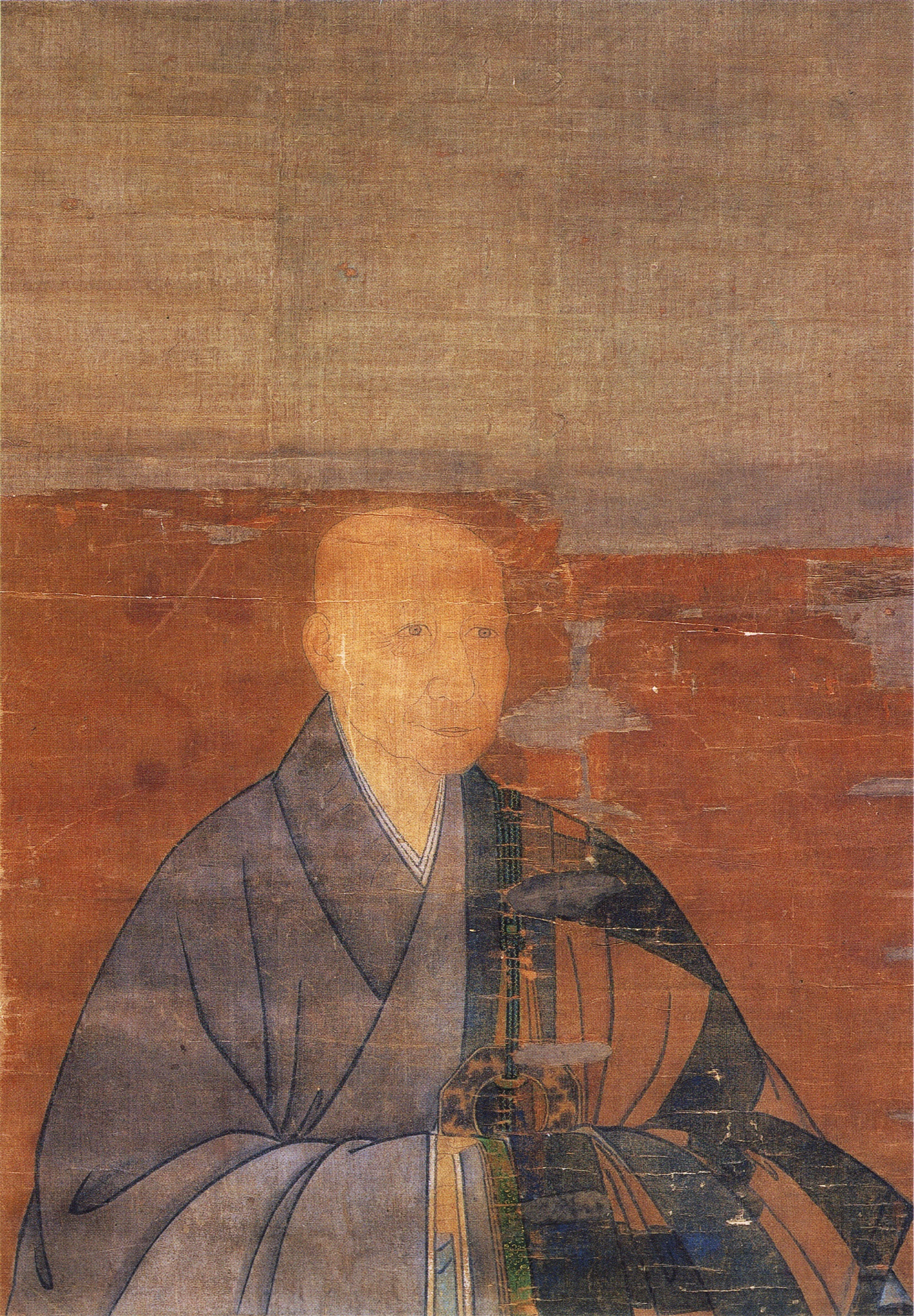
絶海中津像（慈濟院藏）

絶海 中津（ぜっかい ちゅうしん；1334年12月9日—1405年5月3日），土佐國高岡郡津野（今高知縣高岡郡津野町），生於津野氏一族，是日本南北朝時代至室町時代前期的禪僧、漢詩詩人。道號絶海，多數人稱堅子、蕉堅道人，法名中津。與義堂周信並稱「五山文學的雙璧」

## 經歷
1368年2月，渡海赴明朝，入杭州的中天竺寺修習。邂逅宗泐。之後前往靈隱寺、護聖萬壽寺等地。
1376年（洪武9年），獲得許可謁見洪武帝。
1378年（洪武11年），返回日本。
1386年3月，足利義滿謁見絶海，絕海入等持院。
1391年，移住北山等持院。
1392年10月，成為相國寺住持。
1394年，再次回到等持院。
1399年，足利義滿遣禪僧絕海中津勸大內義弘投降，大內義弘率5000人據守堺，等待足利滿兼的援軍。
1404年，隠退。1405年4月5日，圓寂，享年七十二。

## 脚注

### 出典
1. ↑  入谷, 1990. p. 196.

## 關聯項目
- 五山十刹
- 京都五山
- 鎌倉五山
- 五山派